# سورل-تراسی
سورل-تراسی (به فرانسوی: Sorel-Tracy) شهرکی در منطقه شهری پیر-دو-سورل ناحیه مونترژی در استان کبک کانادا است. در سرشماری سال ۲۰۱۱ این شهرک ۳۴٬۶۶۳ نفر جمعیت داشته‌است و مساحت آن ۵۶٫۵۸ کیلومتر مربع است.